# Jerry Krause (piloto y misionero)
Jerry Krause es un piloto estadounidense desaparecido quién durante 22 años formó parte de la Mission Aviation Fellowship como misionero en Malí y en la República Democrática del Congo.Después de su servicio como misionero, permaneció en Malí para trabajar en el Servicio de Aviación del Sahel . 
El 7 de abril de 2013, se informó que el avión de Krause desapareció en la costa de África occidental, cerca de Santo Tomé y su desaparición generó cobertura de prensa nacional, así como una campaña en las redes sociales para localizarlo. 

## Biografía
Jerry Krause nació en Waseca, Minnesota, hijo del matrimonio formado por Richard y Clarice Krause. Su esposa, Gina, nació en Wabash, Indiana y se casaron en 1982. En 1996, se mudaron a Malí con sus tres hijos para servir como misioneros en la Misión de Aviación (MAF). Sus hijos crecieron en Malí y luego regresaron a los Estados Unidos para asistir a la universidad. 
Después de que la misión se retiró de Malí en 2009, Jerry y Gina continuaron viviendo allí trabajando para el Servicio de Aviación Sahel, con sede en Bamako, una compañía de vuelos chárter comerciales que brinda servicios de vuelo en África occidental.

## Desaparición
El 7 de abril de 2013, Krause estaba en Johannesburgo, Sudáfrica, donde su avión bimotor Beechcraft 1900C de 17 pasajeros le había terminado las tareas de mantenimiento y renovación. En su viaje de regreso, aterrizó en Ondangwa, Namibia para repostar y desde allí partió con la intención de ir a Santo Tomé, luego a Acra, Ghana, y  por último regresar a Bamako, Malí a las 8:00 p. m.. 
El último contacto de Krause con la torre de control fue a las 4:13 p. m., a una distancia de 20 minutos del aeropuerto internacional de Santo Tomé cuando desapareció su avión.  Era la única persona a bordo.

## Investigación
Según la versión de la familia Krause, los funcionarios de la aviación de Santo Tomé no siguieron el protocolo adecuado y esperaron 24 horas antes de informar sobre la desaparición del avión. Presentaron un informe de personas desaparecidas ante la Junta Nacional de Seguridad del Transporte y la Autoridad de Aviación Civil de Sudáfrica, y luego personal militar se unió a la búsqueda. Algunos senadores estadounidenses también solicitaron asistencia del Departamento de Estado y el Departamento de Defensa .  
Al no haberse encontrado restos de la aeronave o del piloto, la familia cree que Krause fue emboscado o secuestrado después de haber sido obligado a aterrizar en territorio hostil. Comenzaron una campaña en las redes sociales para difundir la situación y sumar apoyo para la búsqueda, llegando a ofrecer una recompensa de US$5.000 por información que conduzca al descubrimiento de Krause. 